# 卡尔·惠特克
卡尔·艾伦森·惠特克（英語：Carl Alanson Whitaker，1912年—1995年）是一位美国的心理学家，也是心理治疗领域的先驱之一。他以其倡导的“家庭治疗”的心理治疗方法闻名于世。

## 生平
惠特克生于美国纽约州的雪城，并在那里完成了高中，大学和医学院的学业。他于 1936 年获得雪城大学医学博士学位，并在路易斯维尔大学接受精神医学训练。随后，他于1938年开始在一间精神病院工作，并开始对治疗精神分裂症患者产生了兴趣。他观察到，一些似乎已经康复的病患在回到了家人中去以后又开始产生同样的问题，因此，他随后开始将整个病患的家庭作为治疗对象，而不只是治疗病患本人。
惠特克对家庭治疗的许多想法都被写入了他于1978年与奥古斯都·纳皮尔博士合作撰写的《热锅上的家庭》一书中。此书现在已经成为家庭治疗心理学领域中一本极具影响力的著作，并被后人评价为“他最负盛名的精神遗产”。
在惠特克退休后，他继续广泛从事教学和演讲工作，并与他的妻子穆里尔·施拉姆·惠特克一起，为世界各地的家庭治疗师提供咨询和指导。